# Badminton-Senioreneuropameisterschaft 2008
Die Badminton-Senioreneuropameisterschaft 2008 fand vom 29. September bis zum 4. Oktober 2008 in Punta Umbría statt.

## Die Sieger und Platzierten

### Senioren 35+
| Veranstaltung | Gold                               | Silber                                 | Bronze                         |
| ------------- | ---------------------------------- | -------------------------------------- | ------------------------------ |
| Herreneinzel  | Mario Carulla                      | Stefan Edvardsson                      | Filip Týc                      |
| Herreneinzel  | Mario Carulla                      | Stefan Edvardsson                      | Carsten Loesch                 |
| Dameneinzel   | Cornelia Ern                       | Barbara Kulanty                        | Daniela Fahrni                 |
| Dameneinzel   | Cornelia Ern                       | Barbara Kulanty                        | Marina Karstrom                |
| Herrendoppel  | Stefan Edvardsson Joacim Fellenius | Anders Buus Jensen Michael Gram Larsen | Olexandr Okhotnyy Igor Payos   |
| Herrendoppel  | Stefan Edvardsson Joacim Fellenius | Anders Buus Jensen Michael Gram Larsen | Ulrik Danmark Carsten Loesch   |
| Damendoppel   | Nicola Smith Hayley Vincent        | Cornelia Ern Heike Voigt               | Dorota Grzejdak Magdalena Koba |
| Damendoppel   | Nicola Smith Hayley Vincent        | Cornelia Ern Heike Voigt               | Marina Karstrom Jeanette Kuhl  |
| Mixed         | Joacim Fellenius Jeanette Kuhl     | Dirk Ruberg Michaela Hukriede          | Jochen Zepmeisel Cornelia Ern  |
| Mixed         | Joacim Fellenius Jeanette Kuhl     | Dirk Ruberg Michaela Hukriede          | Rajko Kleine Steffi Ruberg     |

### Senioren 40+
| Veranstaltung | Gold                                  | Silber                       | Bronze                                  |
| ------------- | ------------------------------------- | ---------------------------- | --------------------------------------- |
| Herreneinzel  | Rajeev Bagga                          | Thomas Knaack                | Jon Austin                              |
| Herreneinzel  | Rajeev Bagga                          | Thomas Knaack                | Bernd Schwitzgebel                      |
| Dameneinzel   | Vlada Chernyavskaya                   | Christine Skropke            | Betty Blair                             |
| Dameneinzel   | Vlada Chernyavskaya                   | Christine Skropke            | Dorota Grzejdak                         |
| Herrendoppel  | Rajeev Bagga Dave Wood                | John Cooper Julian Priestley | Dan Hansen Lasse Holm                   |
| Herrendoppel  | Rajeev Bagga Dave Wood                | John Cooper Julian Priestley | Martin Haddon James Teale               |
| Damendoppel   | Vlada Chernyavskaya Christine Skropke | Sue Crompton Viv Gillard     | Betty Blair Debbie Miller               |
| Damendoppel   | Vlada Chernyavskaya Christine Skropke | Sue Crompton Viv Gillard     | Kathy Isherwood Kay Vickers             |
| Mixed         | Julian Priestley Sue Crompton         | Dave Wood Viv Gillard        | Jan Bertram Petersen Helle Blomsterberg |
| Mixed         | Julian Priestley Sue Crompton         | Dave Wood Viv Gillard        | Jon Austin Elaine Meagher               |

### Senioren 45+
| Veranstaltung | Gold                               | Silber                                  | Bronze                          |
| ------------- | ---------------------------------- | --------------------------------------- | ------------------------------- |
| Herreneinzel  | Martin Quist                       | Broddi Kristjánsson                     | Jesper Tolman                   |
| Herreneinzel  | Martin Quist                       | Broddi Kristjánsson                     | Per Juul Ulrich                 |
| Dameneinzel   | Lone Hagelskjær Knudsen            | Cathy Bargh                             | Ilona Ryk                       |
| Dameneinzel   | Lone Hagelskjær Knudsen            | Cathy Bargh                             | Imelda Carroll                  |
| Herrendoppel  | Morten Christensen Martin Quist    | Tim Hudson-Church Eric Plane            | Thomas Bunn Michael Schneider   |
| Herrendoppel  | Morten Christensen Martin Quist    | Tim Hudson-Church Eric Plane            | Paul Cooper Steve Parry         |
| Damendoppel   | Heidi Bender Petra Dieris-Wierichs | Lone Hagelskjær Knudsen Jeanette Koldsø | Uschi Herttrich Petra Teichmann |
| Damendoppel   | Heidi Bender Petra Dieris-Wierichs | Lone Hagelskjær Knudsen Jeanette Koldsø | Chris Marsden Elaine Meagher    |
| Mixed         | Morten Christensen Jeanette Koldsø | Thomas Herttrich Uschi Herttrich        | Jack Webb Kathy Isherwood       |
| Mixed         | Morten Christensen Jeanette Koldsø | Thomas Herttrich Uschi Herttrich        | Stefan Frey Heidi Bender        |

### Senioren 50+
| Veranstaltung | Gold                           | Silber                        | Bronze                         |
| ------------- | ------------------------------ | ----------------------------- | ------------------------------ |
| Herreneinzel  | Yury Smirnov                   | Tariq Farooq                  | Dan Travers                    |
| Herreneinzel  | Yury Smirnov                   | Tariq Farooq                  | Claus Andersen                 |
| Dameneinzel   | Heidi Bender                   | Christine Crossley            | Gunnel Bengtsson               |
| Dameneinzel   | Heidi Bender                   | Christine Crossley            | Christine Black                |
| Herrendoppel  | Claus Andersen Jesper Helledie | Leon Douglas Dan Travers      | Hans Duvinger Magnus Eriksson  |
| Herrendoppel  | Claus Andersen Jesper Helledie | Leon Douglas Dan Travers      | John Molyneux Ian Purton       |
| Damendoppel   | Christine Black Marjan Ridder  | Jenny Cox Christine Crossley  | Gunnel Bengtsson Ewa Carlander |
| Damendoppel   | Christine Black Marjan Ridder  | Jenny Cox Christine Crossley  | Reggie Baker Andi Stretch      |
| Mixed         | Rob Ridder Marjan Ridder       | Tommy Lundquist Ellen Aagaard | Ian Purton Christine Crossley  |
| Mixed         | Rob Ridder Marjan Ridder       | Tommy Lundquist Ellen Aagaard | Dan Travers Christine Black    |

### Senioren 55+
| Veranstaltung | Gold                           | Silber                                 | Bronze                       |
| ------------- | ------------------------------ | -------------------------------------- | ---------------------------- |
| Herreneinzel  | Brian Wallwork                 | Christian Hansen                       | John Gardner                 |
| Herreneinzel  | Brian Wallwork                 | Christian Hansen                       | Søren Molin                  |
| Dameneinzel   | Angela Michalowsky             | Jessy Havelaar                         | Pauline Davis                |
| Dameneinzel   | Angela Michalowsky             | Jessy Havelaar                         | Janet Fletcher               |
| Herrendoppel  | Henrik Fahrenholz Jeppe Jepsen | Edgar Michalowsky Erfried Michalowsky  | Bill Hamblett Graham Holt    |
| Herrendoppel  | Henrik Fahrenholz Jeppe Jepsen | Edgar Michalowsky Erfried Michalowsky  | Peter Emptage John Gardner   |
| Damendoppel   | Betty Bartlett Pauline Davis   | Maureen Rimmer Linda Scrace            | Lis Garhøj Helle Guldborg    |
| Damendoppel   | Betty Bartlett Pauline Davis   | Maureen Rimmer Linda Scrace            | Renate Becker Helga Peeck    |
| Mixed         | Brian Wallwork Betty Bartlett  | Erfried Michalowsky Angela Michalowsky | Bill Hamblett Maureen Rimmer |
| Mixed         | Brian Wallwork Betty Bartlett  | Erfried Michalowsky Angela Michalowsky | Kurt Fals Anette Menø        |

### Senioren 60+
| Disziplin    | Gold                           | Silber                         | Bronze                 |
| ------------ | ------------------------------ | ------------------------------ | ---------------------- |
| Herreneinzel | Per Dabelsteen                 | Steve Ramsbottom               | Kari Karlsson          |
| Herreneinzel | Per Dabelsteen                 | Steve Ramsbottom               | Kari Laakso            |
| Dameneinzel  | Renate Knötzsch                | Irene Sterlie                  | -                      |
| Herrendoppel | Per Dabelsteen John Kirkebye   | Knud Danielsen Gert Lazarotti  | Ian Brothers Ray Sharp |
| Herrendoppel | Per Dabelsteen John Kirkebye   | Knud Danielsen Gert Lazarotti  | Mike Cox Jim Garrett   |
| Damendoppel  | Kaya Garbrecht Grete Steenberg | Renate Gabriel Renate Knötzsch | Inge May Irene Sterlie |
| Damendoppel  | Kaya Garbrecht Grete Steenberg | Renate Gabriel Renate Knötzsch | Rena Jones Val O’Neill |
| Mixed        | Jim Garrett Rena Jones         | Knud Danielsen Inge May        | Mike Cox Val O’Neill   |
| Mixed        | Jim Garrett Rena Jones         | Knud Danielsen Inge May        | Ray Murphy Pam Firth   |

### Senioren 65+
| Disziplin    | Gold                         | Silber                          | Bronze                       |
| ------------ | ---------------------------- | ------------------------------- | ---------------------------- |
| Herreneinzel | Harry Shadwick               | Pawel Gasz Senior               | Erling Jensen                |
| Herreneinzel | Harry Shadwick               | Pawel Gasz Senior               | Hans Schumacher              |
| Dameneinzel  | Beryl Goodall                | Renate Gabriel                  | Jutta Snitker                |
| Dameneinzel  | Beryl Goodall                | Renate Gabriel                  | Lisbeth Bengtsson            |
| Herrendoppel | Mike Coley Harry Shadwick    | Wilhelm Schmitz Hans Schumacher | Leif V. Hansen Søren Nielsen |
| Herrendoppel | Mike Coley Harry Shadwick    | Wilhelm Schmitz Hans Schumacher | Günter Michehl Peter Uhlig   |
| Damendoppel  | Brenda Andrew Beryl Goodall  | Sonja Andersen Jytte Sørensen   | -                            |
| Mixed        | Harry Shadwick Brenda Andrew | Hans Schumacher Renate Gabriel  | Lars Kure Kaya Garbrecht     |
| Mixed        | Harry Shadwick Brenda Andrew | Hans Schumacher Renate Gabriel  | Leif V. Hansen Elvi Høyer    |